# Periplaneta japanna
Periplaneta japanna — вид тараканов из семейства Blattidae. Японское название означает «таракан уруши» или «таракан лакового дерева».
Нимфы и взрослые особи окрашены почти в чёрный цвет и обычно живут под камнями и кусками дерева. Их способность бурить гниющую древесину и жить в ней позволяет им распространяться с океанскими течениями.
Вид встречается на нескольких японских островах, распространяясь непрерывно от юго-западной цепи островов Рюкю в Японии до юга острова Кюсю и острова Хатидзёдзима.
Нимфы с острова Хатидзёдзима и города Наха (Окинава) реагировали на фотопериодические стимулы совершенно по-разному во время лабораторных экспериментов по созданию диапаузы. Это «можно рассматривать как результат дивергентной эволюции» парапатрических популяций.